# کشانژ ماو-کولونگا
کشانژ ماو-کولونگا (به لهستانی:  Książ Mały-Kolonia) یک روستا در لهستان است که در گمینا کشانژ ویلکی واقع شده‌است.
 کشانژ ماو-کولونگا  ۲۷۰ نفر جمعیت دارد.